# Ontario Genomics
Ontario Genomics (anciennement Ontario Genomics Institute ou Institut de génomique de l'Ontario) est un organisme sans but lucratif. C'est le seul organisme qui œuvre dans le domaine de la génomique dans la province canadienne de l'Ontario. L'organisme est financé par le gouvernement de l'Ontario et l'organisme fédéral de financement de la recherche Génome Canada. Fondé en 2000, l'Ontario Genomics Institute changea de nom en octobre 2015 pour se nommer Ontario Genomics. L'organisme conservant ses droits et obligations dans toutes les relations juridiques existantes. L'organisme travaille en lien avec les entreprises, les chercheurs, les décideurs et les bailleurs de fonds faisant le pont entre ces différentes entités intéressées à mettre de l'avant le développement de la génomique. Sept secteurs clés sont ciblés à savoir l'agriculture, la santé, l'énergie, les bioproduits, la foresterie, le secteur minier et la gestion de l'eau.